# Pseudostyne ratovosoni
Pseudostyne ratovosoni là một loài bọ cánh cứng trong họ Cerambycidae.